# Taras Bulba (1924)
Taras Bulba ist ein zweiteiliger, deutscher Abenteuer-Stummfilm aus dem Jahre 1924 von Wladimir Strijewski. Die Geschichte basiert auf gleichnamigen Erzählung (1835) von Nikolai Gogol.

## Handlung
Die Kosaken, ein ungezähmtes und kampfeslustige Reitervolk, sind auf ihrem Kriegszug nach Westen bis nach Polen vorgedrungen und belagern nun die Stadt Dubno. Kosaken-Anführer Taras Bulba versucht vergeblich, die Stadt zu stürmen. Die Polen, obwohl auf sich allein gestellt, halten tapfer dagegen. Bulbas jüngerer Sohn Andry hat sich seit beider Begegnung am Seminar in Kiew vor einigen Jahren in Panotschka verliebt, die Tochter des polnischen Anführers, dem Woiwoden, von Dubno. Den Belagerten gehen allmählich die Nahrungsmittel aus, und so schickt Panotschka eine Emissärin, ihre Dienerin, zu Andry mit der Bitte um Brot und Fleisch für sich und die eingeschlossene, darbende Bevölkerung. Andry ist bereit, seiner Geliebten in die belagerte Stadt zu folgen, schleicht sich durch einen Geheimgang nach Dubno hinein und wird dort von Panotschkas Vater mit allen Ehren empfangen. Ein kosakischer Marktjunge hat dessen Fortgang bei Nacht und Nebel beobachtet und berichtet Taras davon, dass dessen Sohn offensichtlich zum Feind übergelaufen sei. Die Kosaken wollen daraufhin auf selbem Weg in Dubno eindringen, doch die Polen fluten den Geheimgang, sodass die Verfolger beinah elendig ersaufen.
Andry kann nun seine Panotschka heiraten und wird polnischer Offizier. Bald wendet sich das Schicksal, und die Polen erhalten Hilfe von außerhalb. Die Tataren sind nämlich im Kosakengebiet der Ukraine eingedrungen, sodass sich Taras Bulbas Armee aufspalten muss. Der eine Teil bleibt vor Dubno, der andere kehrt heim in die Ukraine, um die dortigen Invasoren zurückzuschlagen. Jetzt können die Polen einen Ausbruchsversuch aus Dubno wagen. Es kommt zum Kampf Vater gegen Sohn, und als Taras Bulba seines abtrünnigen Sohnes Andry habhaft wird, bringt er den angeblichen Verräter leibhaftig um. Die Polen wollen aufgrund des gewaltsamen Todes von Andry nunmehr grausame Rache an den Kosaken verüben. Als sie Ostip, Bulbas zweiten Sohn, gefangen nehmen, erfährt Taras Bulba davon und schleicht sich in Verkleidung zum Feind, um seinen Sohn noch einmal sehen zu können. Doch er wird erkannt und soll, kurz nach seinem Sohn Ostip, den die Polen aufhängen, ebenfalls sterben. Sechs Kosaken wagen daraufhin einen waghalsigen Befreiungsversuch, der sogar gelingt. Auf der Flucht bemerkt Taras Bulba, dass er seine heißgeliebte Pfeife verloren hat und reitet zurück. Dabei gerät er erneut in die Hände der Polen, die diesmal kurzen Prozess mit ihm machen: Er wird auf dem Scheiterhaufen verbrannt.

## Produktionsnotizen
Der ungemein aufwändige Film entstand in sechs Monaten Drehzeit des Jahres 1923 in den Geiselgasteig-Studios bei München sowie im Schloss Schleißheim. Taras Bulba, erstmals Ende Februar 1924 Interessenten gezeigt, passierte die Filmzensur am 14. März 1924 und erhielt  Jugendverbot. Die offizielle Premiere war am 7. Juni 1924 im Berliner Bafag-Theater am Kurfürstendamm. Beide Teile des Films hatten jeweils sieben Akte. Der 1. Teil mit dem Untertitel „Die Tochter des Woiwoden“ besaß eine Länge von 2508 Metern, der 2. Teil „Kosakenende“ hatte nach Schnittauflagen eine Länge von 2332 Metern (Entscheidung der Filmprüfstelle München vom 25. März 1924).
Kurt Dürnhöfer und Willy Reiber gestalteten die Filmbauten. Die Kostüme lieferte das Kostümhaus Willi Ernst.
Dies war einer von nur drei deutschen Filmen des heute komplett in Vergessenheit geratenen exilrussischen Schauspielers I. E. Davan-Torzoff (1873–1939).

## Kritik
Im Kino-Journal hieß es: „In einem ganz ausgezeichneten, zweiteiligen Film hat die Ermolieff-Truppe diesen weltbekannten Roman Gogols zum Leben erweckt und bietet hier eine Menge vorzüglichster Leistungen.“